# Fluorografeno

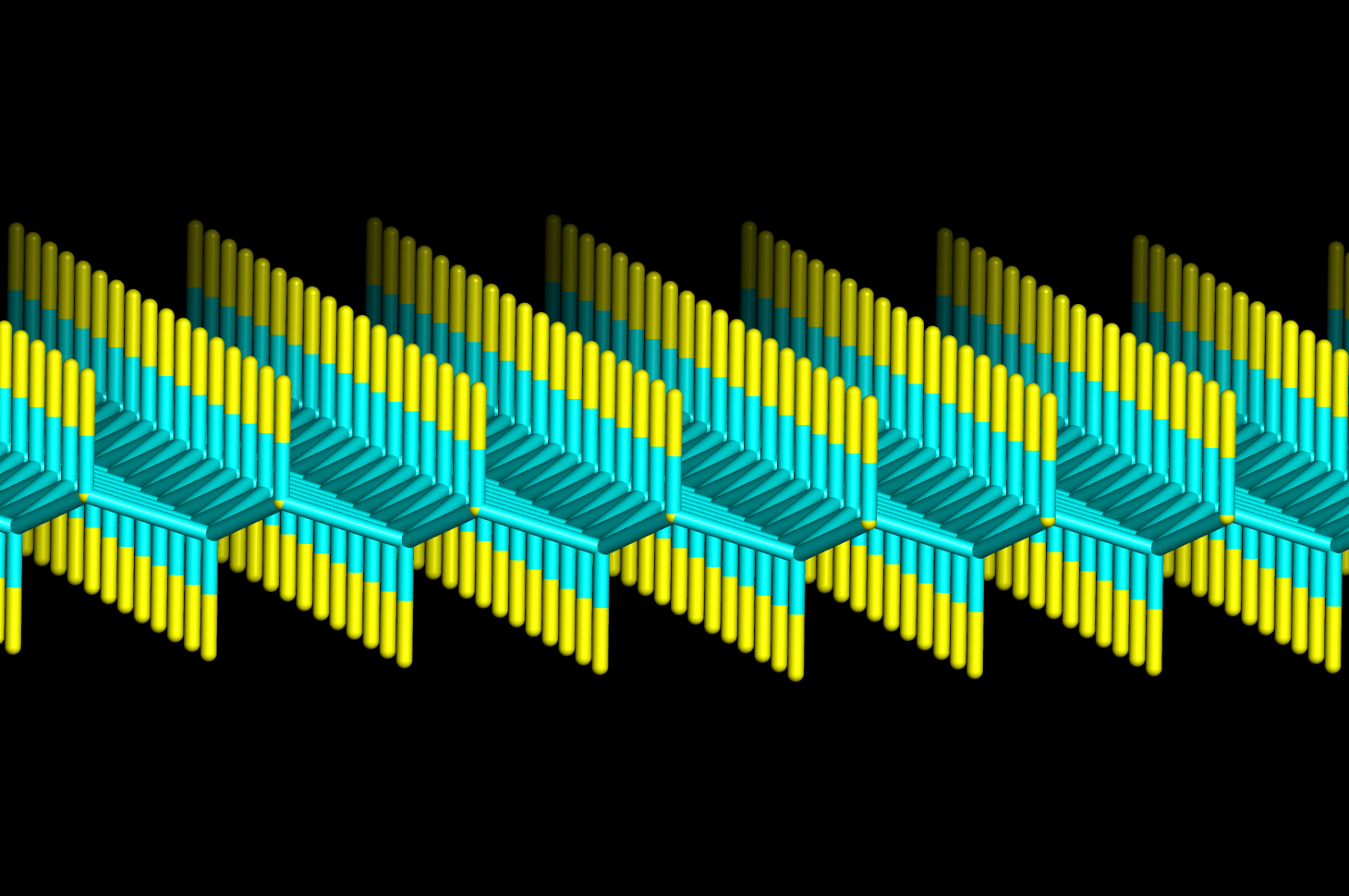
Fluoreto de grafeno na estrutura da cadeira vista de lado

O fluorografeno (ou perfluorografano, fluoreto de grafeno) é um derivado de fluorocarboneto de grafeno. É uma folha de carbono bidimensional de carbonos sp3 hibridados, com cada átomo de carbono ligado a um flúor. A fórmula química é (CF)n. Em comparação, o Teflon (politetrafluoretileno), -(CF2)n-, consiste em "cadeias" de carbono, com cada carbono ligado a dois flúor.

## F-diamane
A fluorinação de folhas de grafeno em grafeno de bicamada de Bernal (AB) empilhado, cultivado por deposição química de vapor em uma superfície de CuNi (111) de cristal único, desencadeia a formação de ligações carbono-carbono entre camadas, resultando em uma monocamada de diamante fluorada ('F-diamane '). F-diamane é um material ultrafino tipo diamante com ligações entre camadas e F no exterior.